# Amblypsilopus bereni
Amblypsilopus bereni är en tvåvingeart som beskrevs av Daniel J. Bickel 1994. Amblypsilopus bereni ingår i släktet Amblypsilopus och familjen styltflugor. Inga underarter finns listade i Catalogue of Life.